# Munitionsfischerei
Als Munitionsfischerei bezeichnet man die Bergung und Anlandung von versenkter Munition und Kriegsgerät zur Schrottgewinnung, vor allem aus der Nordsee in der Zeit von 1949 bis 1958.

## Hintergrund
Nachdem Deutschland nach dem Zweiten Weltkrieg schnellstmöglich entmilitarisiert werden sollte, standen die Alliierten vor dem Problem der Vernichtung von erheblichen Mengen an Munition auf deutschem Territorium. Aufgrund der Erfahrungen aus dem Ersten Weltkrieg entschloss man sich zur Verklappung der Munition auf See.
Kurz nachdem die Verklappungen 1949 abgeschlossen waren, entwickelte sich rasch ein neuer Berufszweig: die Munitionsfischerei. Infolge der hohen Nachfrage nach Metall stellte sie für viele Fischer einen lukrativen Nebenerwerb dar. Nach mehreren Unfällen wurde die Munitionsfischerei 1958 untersagt.